# Campeonato de Primera A 2021 (ACHF)
La Primera "A" de 2021, nombrado como Freddy Martínez Tapia, fue la 32.ª edición de la principal categoría de la Asociación Chuquisaqueña de Fútbol desde la reestructuración de la Segunda División. Con el ascenso de Independiente Petrolero a la División Profesional, el certamen quedó con un cupo vacante y se jugó con 14 equipos.

## Sistema de disputa
Debido a las consecuencias de la pandemia de COVID-19, la Primera "A" tuvo un torneo único en lugar de dos torneos cortos (Apertura y Clausura). Este torneo se jugó en sistema de todos contra todos a una sola rueda (13 fechas), empezando en el sábado 24 de abril y con fecha de cierre el 29 de agosto. 
Los tres primeros se clasificaron a la Copa Simón Bolívar de este año, con el cuarto cupo siendo otorgado al campeón provincial de Chuquisaca. En el otro lado, los dos peores equipos descendieron a la Primera "B" 2022.

## Equipos participantes

### Ascensos y descensos
Debido a la situación excepcional del año anterior donde no se jugaron los campeonatos de la ACHF, los últimos ascensos y descensos ocurrieron en la temporada 2019.
Los ascensos y descensos de 2019 sufrieron cambios por cuestiones reglamentarias. A principio, solo el campeón de Primera "B" (Morro Municipal) ascendería directamente, mientras el subcampeón (Huracán del Valle) jugaría el ascenso indirecto con el penúltimo de la tabla general de la Primera "A" (Flamengo de Sucre). No obstante, el Tribunal de Disciplina Deportiva de la ACHF dio un fallo a Alianza Sur en el principio de enero que otorgó los tres puntos al equipo obrero ante Mojocoya, permitiéndole empatar en puntos con Flamengo, por lo que así deberían jugar un desempate para definir quien iba al descenso directo o indirecto. Una vez que la gestión 2019 ya había culminado a la fecha del fallo, se decidió que ambos los equipos quedasen en Primera A, mientras Huracán del Valle también ascendiese directamente. Esta decisión también afectó a las categorías de Ascenso (Primera y Segunda).
| Pos | Ascendidos a la Primera A |
| --- | ------------------------- |
| 1º  | Morro Municipal           |
| 2º  | Huracán del Valle         |

| Pos     | Descendido a la Primera B |
| ------- | ------------------------- |
| No hubo |                           |

| Pos           | Promovido a la División Profesional |
| ------------- | ----------------------------------- |
| 1º (CSB 2020) | Independiente Petrolero             |

### Información de los clubes
| Equipo                 | Ciudad            | Fecha de fundación      | Estadio                 | Capacidad |
| ---------------------- | ----------------- | ----------------------- | ----------------------- | --------- |
| Alianza Sur            | Sucre             | 12 de abril de 2002     | Estadio Olímpico Patria | 32.700    |
| Atlético Sucre         | Sucre             | 4 de julio de 2000      | Estadio Olímpico Patria | 32.700    |
| Club Junín             | Sucre             | 18 de junio de 1918     | Estadio Olímpico Patria | 32.700    |
| Deportivo Alemán       | Sucre             | 2 de febrero de 1994    | Estadio Olímpico Patria | 32.700    |
| Estudiantes La Plata   | Sucre             | 11 de abril de 1989     | Estadio Olímpico Patria | 32.700    |
| Fancesa                | Sucre             | 10 de marzo de 1965     | Estadio Olímpico Patria | 32.700    |
| Flamengo de Sucre      | Sucre             | 27 de mayo de 1966      | Estadio Olímpico Patria | 32.700    |
| Huracán del Valle      | Sucre             | 4 de septiembre de 2016 | Estadio Olímpico Patria | 32.700    |
| Mojocoya FC            | Villa de Mojocoya | 20 de febrero de 2016   | Estadio Olímpico Patria | 32.700    |
| Morro Municipal        | Sucre             | 12 de junio de 2008     | Estadio Olímpico Patria | 32.700    |
| Nacional Sucre         | Sucre             | 30 de junio de 1995     | Estadio Olímpico Patria | 32.700    |
| Stormers               | Sucre             | 25 de enero de 1914     | Estadio Olímpico Patria | 32.700    |
| Universitario de Sucre | Sucre             | 5 de abril de 1961      | Estadio Olímpico Patria | 32.700    |
| Viveros                | Sucre             | 2016                    | Estadio Olímpico Patria | 32.700    |

## Desarrollo

### Clasificación
| Pos. | Equipo                     | Pts. | PJ | G  | E | P  | GF | GC | Dif. | Clasificación                                      |
| ---- | -------------------------- | ---- | -- | -- | - | -- | -- | -- | ---- | -------------------------------------------------- |
| 1    | Universitario de Sucre (C) | 37   | 13 | 12 | 1 | 0  | 49 | 7  | +42  | Campeón y clasificado a la Copa Simón Bolívar 2021 |
| 2    | Fancesa                    | 34   | 13 | 11 | 1 | 1  | 53 | 7  | +46  | Clasificado a la Copa Simón Bolívar 2021           |
| 3    | Mojocoya F. C.             | 31   | 13 | 9  | 4 | 0  | 52 | 11 | +41  | Clasificado a la Copa Simón Bolívar 2021           |
| 4    | Nacional Sucre             | 27   | 13 | 9  | 0 | 4  | 32 | 17 | +15  |                                                    |
| 5    | Stormers                   | 25   | 13 | 8  | 1 | 4  | 39 | 20 | +19  |                                                    |
| 6    | Morro Municipal            | 17   | 13 | 5  | 2 | 6  | 20 | 15 | +5   |                                                    |
| 7    | Club Junín                 | 14   | 13 | 4  | 2 | 7  | 12 | 34 | −22  |                                                    |
| 8    | Deportivo Alemán           | 13   | 13 | 3  | 4 | 6  | 18 | 18 | 0    |                                                    |
| 9    | Flamengo de Sucre          | 13   | 13 | 4  | 1 | 8  | 16 | 24 | −8   |                                                    |
| 10   | Viveros                    | 13   | 13 | 4  | 1 | 8  | 11 | 38 | −27  |                                                    |
| 11   | Atlético Sucre             | 12   | 13 | 2  | 6 | 5  | 13 | 26 | −13  |                                                    |
| 12   | Estudiantes La Plata       | 11   | 13 | 3  | 2 | 8  | 15 | 30 | −15  |                                                    |
| 13   | Huracán del Valle (D)      | 7    | 13 | 2  | 1 | 10 | 17 | 40 | −23  | Descenso a la Primera "B"                          |
| 14   | Alianza Sur (D)            | 6    | 13 | 2  | 0 | 11 | 8  | 70 | −62  | Descenso a la Primera "B"                          |

 Fuente: ACHF

### Resultados
OBS: Los horarios corresponden al huso horario que rige a Bolivia (UTC-4).
| Fecha 1                | Fecha 1   | Fecha 1           | Fecha 1                      | Fecha 1     | Fecha 1 | Fecha 1 |
| Local                  | Resultado | Visitante         | Estadio                      | Fecha       | Hora    |         |
| ---------------------- | --------- | ----------------- | ---------------------------- | ----------- | ------- | ------- |
| Club Junín             | 1 - 3     | Huracán del Valle | Auxiliar del Olímpico Patria | 24 de abril | 9:00    |         |
| Nacional Sucre         | 2 - 0     | Morro Municipal   | Auxiliar del Olímpico Patria | 24 de abril | 10:45   |         |
| Universitario de Sucre | 5 - 0     | Viveros           | Olímpico Patria              | 24 de abril | 13:30   |         |
| Stormers               | 1 - 2     | Fancesa           | Olímpico Patria              | 24 de abril | 15:15   |         |
| Atlético Sucre         | 0 - 1     | Flamengo          | Auxiliar del Olímpico Patria | 25 de abril | 8:30    |         |
| Estudiantes La Plata   | 0 - 2     | Mojocoya FC       | Auxiliar del Olímpico Patria | 25 de abril | 10:15   |         |
| Deportivo Alemán       | 2 - 0     | Alianza Sur       | Auxiliar del Olímpico Patria | 25 de abril | 12:00   |         |

| Fecha 2           | Fecha 2   | Fecha 2                | Fecha 2                      | Fecha 2   | Fecha 2 | Fecha 2 |
| Local             | Resultado | Visitante              | Estadio                      | Fecha     | Hora    |         |
| ----------------- | --------- | ---------------------- | ---------------------------- | --------- | ------- | ------- |
| Atlético Sucre    | 2 - 2     | Estudiantes La Plata   | Auxiliar del Olímpico Patria | 1 de mayo | 9:00    |         |
| Flamengo de Sucre | 0 - 2     | Morro Municipal        | Auxiliar del Olímpico Patria | 1 de mayo | 10:45   |         |
| Fancesa           | 7 - 0     | Club Junín             | Olímpico Patria              | 1 de mayo | 13:30   |         |
| Alianza Sur       | 0 - 9     | Universitario de Sucre | Olímpico Patria              | 1 de mayo | 15:15   |         |
| Viveros           | 0 - 5     | Stormers               | Auxiliar del Olímpico Patria | 2 de mayo | 9:00    |         |
| Huracán del Valle | 0 - 1     | Nacional Sucre         | Auxiliar del Olímpico Patria | 2 de mayo | 10:45   |         |
| Mojocoya FC       | 3 - 2     | Deportivo Alemán       | Olímpico Patria              | 2 de mayo | 15:30   |         |

| Fecha 3                | Fecha 3   | Fecha 3           | Fecha 3                      | Fecha 3   | Fecha 3 | Fecha 3 |
| Local                  | Resultado | Visitante         | Estadio                      | Fecha     | Hora    |         |
| ---------------------- | --------- | ----------------- | ---------------------------- | --------- | ------- | ------- |
| Club Junín             | 0 - 0     | Viveros           | Auxiliar del Olímpico Patria | 8 de mayo | 9:00    |         |
| Stormers               | 6 - 1     | Alianza Sur       | Auxiliar del Olímpico Patria | 8 de mayo | 10:45   |         |
| Deportivo Alemán       | 1 - 1     | Atlético Sucre    | Sucre de Surapata            | 9 de mayo | 10:00   |         |
| Estudiantes La Plata   | 0 - 2     | Flamengo de Sucre | Sucre de Surapata            | 9 de mayo | 11:45   |         |
| Nacional Sucre         | 0 - 1     | Fancesa           | Sucre de Surapata            | 9 de mayo | 13:30   |         |
| Morro Municipal        | 2 - 0     | Huracán del Valle | Olímpico Patria              | 9 de mayo | 13:30   |         |
| Universitario de Sucre | 2 - 2     | Mojocoya FC       | Olímpico Patria              | 9 de mayo | 15:15   |         |

| Fecha 4              | Fecha 4   | Fecha 4                | Fecha 4                      | Fecha 4     | Fecha 4 | Fecha 4 |
| Local                | Resultado | Visitante              | Estadio                      | Fecha       | Hora    |         |
| -------------------- | --------- | ---------------------- | ---------------------------- | ----------- | ------- | ------- |
| Flamengo de Sucre    | 4 - 2     | Huracán del Valle      | Auxiliar del Olímpico Patria | 17 de julio | 9:30    |         |
| Viveros              | 1 - 3     | Nacional Sucre         | Auxiliar del Olímpico Patria | 17 de julio | 11:15   |         |
| Fancesa              | 2 - 0     | Morro Municipal        | Olímpico Patria              | 17 de julio | 13:00   |         |
| Mojocoya FC          | 1 - 1     | Stormers               | Olímpico Patria              | 17 de julio | 14:45   |         |
| Alianza Sur          | 3 - 1     | Club Junín             | Auxiliar del Olímpico Patria | 18 de julio | 9:30    |         |
| Atlético Sucre       | 1 - 4     | Universitario de Sucre | Auxiliar del Olímpico Patria | 18 de julio | 11:15   |         |
| Estudiantes La Plata | 0 - 0     | Deportivo Alemán       | Auxiliar del Olímpico Patria | 18 de julio | 13:00   |         |

| Fecha 5                | Fecha 5   | Fecha 5              | Fecha 5                      | Fecha 5     | Fecha 5 | Fecha 5 |
| Local                  | Resultado | Visitante            | Estadio                      | Fecha       | Hora    |         |
| ---------------------- | --------- | -------------------- | ---------------------------- | ----------- | ------- | ------- |
| Nacional Sucre         | 5 - 0     | Alianza Sur          | Auxiliar del Olímpico Patria | 24 de julio | 9:30    |         |
| Deportivo Alemán       | 1 - 1     | Flamengo de Sucre    | Batallón V de Ingenieros     | 24 de julio | 9:45    |         |
| Club Junín             | 0 - 6     | Mojocoya FC          | Auxiliar del Olímpico Patria | 24 de julio | 11:15   |         |
| Universitario de Sucre | 2 - 0     | Estudiantes La Plata | Olímpico Patria              | 24 de julio | 13:30   |         |
| Huracán del Valle      | 2 - 5     | Fancesa              | Olímpico Patria              | 24 de julio | 15:15   |         |
| Morro Municipal        | 2 - 3     | Viveros              | Auxiliar del Olímpico Patria | 25 de julio | 9:30    |         |
| Stormers               | 4 - 0     | Atlético Sucre       | Auxiliar del Olímpico Patria | 25 de julio | 11:15   |         |

| Fecha 6              | Fecha 6   | Fecha 6                | Fecha 6                             | Fecha 6     | Fecha 6 | Fecha 6 |
| Local                | Resultado | Visitante              | Estadio                             | Fecha       | Hora    |         |
| -------------------- | --------- | ---------------------- | ----------------------------------- | ----------- | ------- | ------- |
| Viveros              | 1 - 0     | Huracán del Valle      | Auxiliar del Olímpico Patria        | 31 de julio | 9:30    |         |
| Atlético Sucre       | 0 - 0     | Club Junín             | Batallón V de Ingenieros            | 31 de julio | 9:45    |         |
| Estudiantes La Plata | 1 - 2     | Stormers               | Auxiliar del Olímpico Patria        | 31 de julio | 11:15   |         |
| Flamengo de Sucre    | 0 - 4     | Fancesa                | Olímpico Patria                     | 31 de julio | 13:30   |         |
| Deportivo Alemán     | 1 - 2     | Universitario de Sucre | Olímpico Patria                     | 31 de julio | 15:15   |         |
| Alianza Sur          | 1 - 0     | Morro Municipal        | Cancha Auxiliar del Olímpico Patria | 1 de agosto | 9:30    |         |
| Mojocoya FC          | 5 - 0     | Nacional Sucre         | Cancha Auxiliar del Olímpico Patria | 1 de agosto | 11:15   |         |

| Fecha 7                | Fecha 7   | Fecha 7              | Fecha 7                      | Fecha 7     | Fecha 7 | Fecha 7 |
| Local                  | Resultado | Visitante            | Estadio                      | Fecha       | Hora    |         |
| ---------------------- | --------- | -------------------- | ---------------------------- | ----------- | ------- | ------- |
| Club Junín             | 2 - 1     | Estudiantes La Plata | Auxiliar del Olímpico Patria | 7 de agosto | 9:30    |         |
| Nacional Sucre         | 3 - 0     | Atlético Sucre       | Auxiliar del Olímpico Patria | 7 de agosto | 11:15   |         |
| Alianza Sur            | 1 - 3     | Huracán del Valle    | Auxiliar del Olímpico Patria | 8 de agosto | 9:30    |         |
| Stormers               | 3 - 1     | Deportivo Alemán     | Auxiliar del Olímpico Patria | 8 de agosto | 11:15   |         |
| Fancesa                | 11 - 0    | Viveros              | Olímpico Patria              | 8 de agosto | 13:30   |         |
| Mojocoya FC            | 2 - 0     | Morro Municipal      | Redención Pampa              | 8 de agosto | 15:00   |         |
| Universitario de Sucre | 2 - 0     | Flamengo de Sucre    | Olímpico Patria              | 8 de agosto | 15:15   |         |

| Fecha 8                | Fecha 8   | Fecha 8           | Fecha 8                      | Fecha 8      | Fecha 8 | Fecha 8 |
| Local                  | Resultado | Visitante         | Estadio                      | Fecha        | Hora    |         |
| ---------------------- | --------- | ----------------- | ---------------------------- | ------------ | ------- | ------- |
| Atlético Sucre         | 0 - 0     | Morro Municipal   | Qhora Qhora                  | 11 de agosto | 13:30   |         |
| Deportivo Alemán       | 1 - 2     | Club Junín        | Batallón V de Ingenieros     | 11 de agosto | 13:30   |         |
| Mojocoya FC            | 3 - 2     | Huracán del Valle | Auxiliar del Olímpico Patria | 11 de agosto | 13:30   |         |
| Alianza Sur            | 0 - 11    | Fancesa           | Auxiliar del Olímpico Patria | 11 de agosto | 15:15   |         |
| Estudiantes La Plata   | 0 - 6     | Nacional Sucre    | Batallón V de Ingenieros     | 11 de agosto | 15:15   |         |
| Flamengo de Sucre      | 0 - 1     | Viveros           | Qhora Qhora                  | 11 de agosto | 15:15   |         |
| Universitario de Sucre | 5 - 1     | Stormers          | Olímpico Patria              | 11 de agosto | 15:15   |         |

| Fecha 9           | Fecha 9   | Fecha 9                | Fecha 9                      | Fecha 9      | Fecha 9 | Fecha 9 |
| Local             | Resultado | Visitante              | Estadio                      | Fecha        | Hora    |         |
| ----------------- | --------- | ---------------------- | ---------------------------- | ------------ | ------- | ------- |
| Viveros           | 3 - 0     | Alianza Sur            | Lourdes de Yotala            | 14 de agosto | 9:45    |         |
| Huracán del Valle | 2 - 2     | Atlético Sucre         | Lourdes de Yotala            | 14 de agosto | 11:30   |         |
| Morro Municipal   | 7 - 1     | Estudiantes La Plata   | Lourdes de Yotala            | 14 de agosto | 13:15   |         |
| Nacional Sucre    | 1 - 0     | Deportivo Alemán       | Lourdes de Yotala            | 14 de agosto | 15:30   |         |
| Stormers          | 3 - 0     | Flamengo de Sucre      | Auxiliar del Olímpico Patria | 15 de agosto | 9:30    |         |
| Club Junín        | 0 - 2     | Universitario de Sucre | Auxiliar del Olímpico Patria | 15 de agosto | 11:15   |         |
| Fancesa           | 1 - 1     | Mojocoya FC            | Olímpico Patria              | 15 de agosto | 15:15   |         |

| Fecha 10               | Fecha 10  | Fecha 10          | Fecha 10                     | Fecha 10     | Fecha 10 | Fecha 10 |
| Local                  | Resultado | Visitante         | Estadio                      | Fecha        | Hora     |          |
| ---------------------- | --------- | ----------------- | ---------------------------- | ------------ | -------- | -------- |
| Flamengo de Sucre      | 7 - 0     | Alianza Sur       | Auxiliar del Olímpico Patria | 18 de agosto | 13:30    |          |
| Universitario de Sucre | 4 - 1     | Nacional Sucre    | Olímpico Patria              | 18 de agosto | 13:30    |          |
| Deportivo Alemán       | 1 - 1     | Morro Municipal   | Auxiliar del Olímpico Patria | 18 de agosto | 15:15    |          |
| Estudiantes La Plata   | 2 - 1     | Huracán del Valle | Olímpico Patria              | 18 de agosto | 15:15    |          |
| Atlético Sucre         | 1 - 5     | Fancesa           | Auxiliar del Olímpico Patria | 19 de agosto | 13:30    |          |
| Stormers               | 5 - 0     | Club Junín        | Auxiliar del Olímpico Patria | 19 de agosto | 15:15    |          |
| Mojocoya FC            | 3 - 0     | Viveros           | Batallón V de Ingenieros     | 19 de agosto | 15:15    |          |

| Fecha 11          | Fecha 11  | Fecha 11               | Fecha 11          | Fecha 11     | Fecha 11 | Fecha 11 |
| Local             | Resultado | Visitante              | Estadio           | Fecha        | Hora     |          |
| ----------------- | --------- | ---------------------- | ----------------- | ------------ | -------- | -------- |
| Club Junín        | 1 - 0     | Flamengo de Sucre      | Lourdes de Yotala | 21 de agosto | 12:00    |          |
| Viveros           | 1 - 2     | Atlético Sucre         | Lourdes de Yotala | 21 de agosto | 13:45    |          |
| Huracán del Valle | 0 - 3     | Deportivo Alemán       | Lourdes de Yotala | 21 de agosto | 15:30    |          |
| Nacional Sucre    | 5 - 3     | Stormers               | Lourdes de Yotala | 22 de agosto | 9:45     |          |
| Alianza Sur       | 0 - 17    | Mojocoya FC            | Lourdes de Yotala | 22 de agosto | 11:30    |          |
| Fancesa           | 2 - 1     | Estudiantes La Plata   | Lourdes de Yotala | 22 de agosto | 13:15    |          |
| Morro Municipal   | 0 - 1     | Universitario de Sucre | Lourdes de Yotala | 22 de agosto | 15:00    |          |

| Fecha 12               | Fecha 12  | Fecha 12          | Fecha 12          | Fecha 12     | Fecha 12 | Fecha 12 |
| Local                  | Resultado | Visitante         | Estadio           | Fecha        | Hora     |          |
| ---------------------- | --------- | ----------------- | ----------------- | ------------ | -------- | -------- |
| Flamengo de Sucre      | 1 - 5     | Mojocoya FC       | Lourdes de Yotala | 25 de agosto | 10:15    |          |
| Atlético Sucre         | 2 - 1     | Alianza Sur       | Lourdes de Yotala | 25 de agosto | 15:15    |          |
| Estudiantes La Plata   | 3 - 1     | Viveros           | Lourdes de Yotala | 25 de agosto | 13:30    |          |
| Deportivo Alemán       | 0 - 2     | Fancesa           | Lourdes de Yotala | 25 de agosto | 15:30    |          |
| Universitario de Sucre | 10 - 1    | Huracán del Valle | Lourdes de Yotala | 25 de agosto | 13:45    |          |
| Stormers               | 0 - 3     | Morro Municipal   | Lourdes de Yotala | 25 de agosto | 8:30     |          |
| Club Junín             | 3 - 2     | Nacional Sucre    | Lourdes de Yotala | 25 de agosto | 12:00    |          |

| Fecha 13          | Fecha 13  | Fecha 13               | Fecha 13                     | Fecha 13     | Fecha 13 | Fecha 13 |
| Local             | Resultado | Visitante              | Estadio                      | Fecha        | Hora     |          |
| ----------------- | --------- | ---------------------- | ---------------------------- | ------------ | -------- | -------- |
| Alianza Sur       | 1 - 4     | Estudiantes La Plata   | Auxiliar del Olímpico Patria | 28 de agosto | 9:00     |          |
| Huracán del Valle | 1 - 5     | Stormers               | Batallón V de Ingenieros     | 28 de agosto | 9:00     |          |
| Nacional Sucre    | 3 - 0     | Flamengo de Sucre      | Auxiliar del Olímpico Patria | 28 de agosto | 10:45    |          |
| Morro Municipal   | 3 - 0     | Club Junín             | Batallón V de Ingenieros     | 28 de agosto | 10:45    |          |
| Viveros           | 0 - 4     | Deportivo Alemán       | Auxiliar del Olímpico Patria | 28 de agosto | 12:30    |          |
| Mojocoya FC       | 2 - 2     | Atlético Sucre         | Olímpico Patria              | 28 de agosto | 15:30    |          |
| Fancesa           | 0 - 1     | Universitario de Sucre | Olímpico Patria              | 29 de agosto | 15:30    |          |

### Premiación
|                                              |
| Universitario de Sucre Campeón (10.° título) |

|                    |                             |
| Fancesa Subcampeón | Mojocoya F. C. Tercer lugar |